# Fumoir (rookruimte)

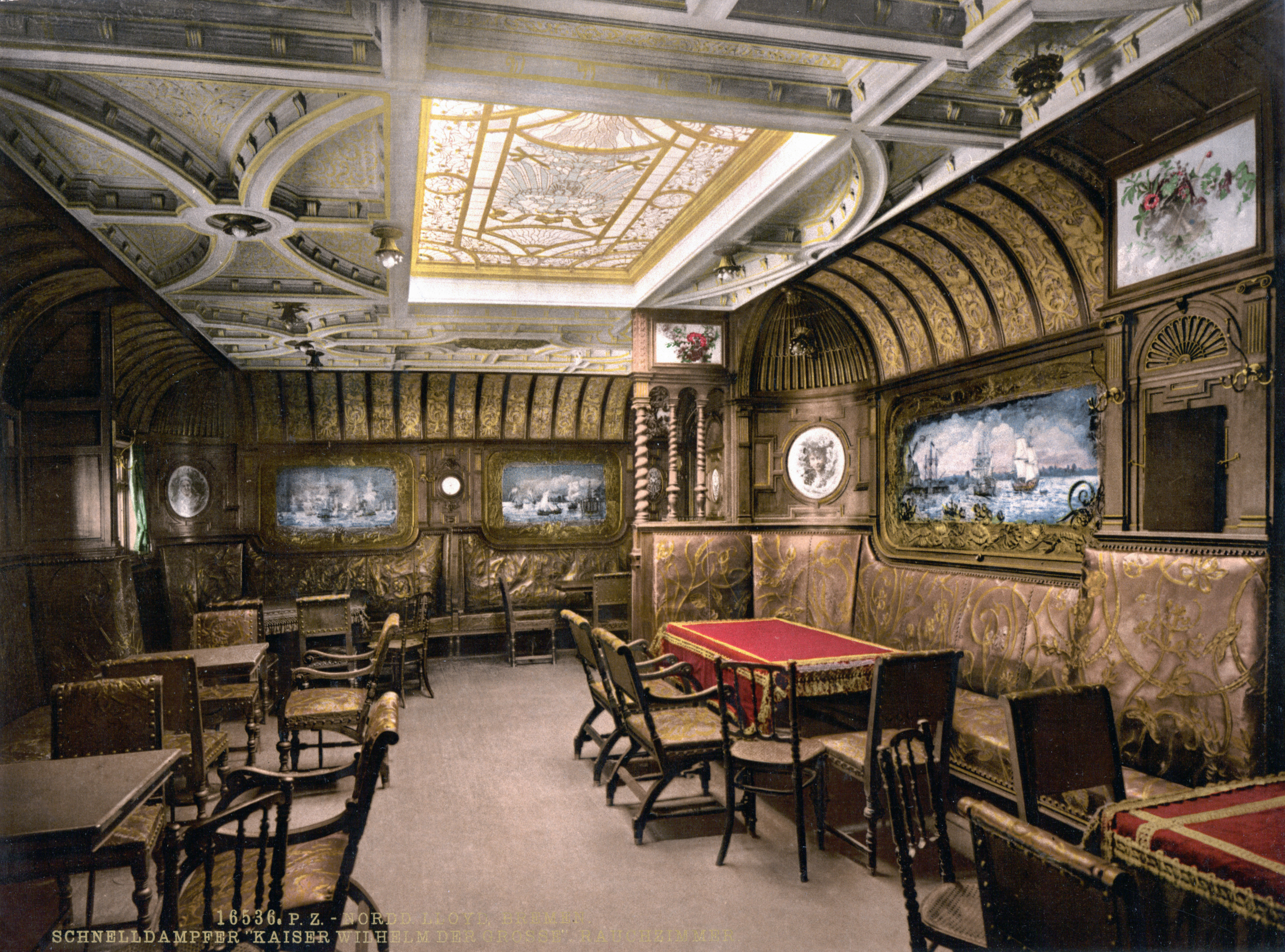
Het fumoir aan boord van het stoomschip Kaiser Wilhelm der Grosse

Een fumoir, rookruimte of rookkamer is een gedeelte in een huis, een horeca-uitbating of een ander gebouw voorbehouden aan de degustatie van rookwaren. Men kan er meestal rookgerei vinden als asbakken, aanstekers, mogelijk zelfs een waterpijp. 
In die landen waar een wettelijk rookverbod het roken in publieke ruimten aan banden legt, maakt een aparte rookruimte terug opgang, in kantoorgebouwen, stations, luchthavens, horeca-gelegenheden en diens meer.